# Erdős-Kárpátok
Az Erdős-Kárpátok (németül: Waldkarpaten, lengyelül: Beskidy Wschodnie) az Északkeleti-Kárpátok külső vonulatának része. A Łupkówi-hágótól (640 m) a Priszlop-hágóig húzódik.
A név használata nem egységes: előfordul, hogy nyugaton tágabban értelmezik; van hogy az Északkeleti-Kárpátok Duklai-hágó és Vereckei-hágó közti részére értik (ez esetben a Vereckei-hágó és a Priszlop-hágó közötti rész a Máramarosi-havasok).

## Részei

A Külső-Keleti-Kárpátok felosztása, a „c” jelű piros terület az Erdős-Kárpátok

A hegylánc geomorfológiai szempontból két párhuzamos láncolatra tagolható:
Külső láncolat (lengyelül: Beskidy Lesiste):
- Külső-Beszkidek (Keleti-Beszkidek; lengyelül: Bieszczady (tágabb értelemben véve))
  - c1 Besszádok (Beszkádok; lengyelül: Bieszczady (szűkebb értelemben véve), ukránul: Бещади)
    - Bukovai-hegység (Bükk-hegység, Ungi-határhegység, szlovákul: Bukovské vrchy), a Besszádok szlovákiai része, szokták a belső láncolat részének is tekinteni

  - c3 Felső-Dnyeszter-Beszkidek (ukránul: Верхньо-Дністровий Бескид)
  - c2 Szkolei-Beszkidek
- c4 Gorgánok (ukránul: Ґорґани)
- c5 Pokuttya-Bukovinai-Kárpátok (ukránul: Покутсько-Буковинські Карпати)

Belső láncolat (Polonyinák, szlovákul: Poloniny, lengyelül: Beskidy Połonińskie, ukránul: Полонинський хребет)
- c6) Róna-havas (ukránul: Полонина Рівна)
- c7) Borzsa-havas (ukránul: Полонина Боржава)
- c8) Kuk-havas
- c9) Kraszna-havas (ukránul: Полонина Красна)
- c10) Fagyalos (Szvidovec, ukránul: Свидівець)
- c11) Csornahora (Feketebérc, ukránul: Чорногора)
- c12) Grinyávok

Egyéb szempontú felosztásai:
- Ukrán-Kárpátok: a hegység Ukrajna területére eső része
- Máramarosi-havasok (ukránul: Мараморошський масив, románul: Muntii Maramureşului), a Vereckei-hágótól vagy a Tiszától a Priszlop-hágóig húzódó szakasz